# Eudorylas occultus
Eudorylas occultus är en tvåvingeart som först beskrevs av Hardy 1950.  Eudorylas occultus ingår i släktet Eudorylas och familjen ögonflugor. Inga underarter finns listade i Catalogue of Life.